# Philipp Scheiner
Philipp Scheiner (* 11. September 1988 in Waiblingen) ist ein deutscher Hörfunkmoderator.

## Karriere
Scheiner absolvierte 2009 am Staufer Gymnasium in Waiblingen das Abitur. Anschließend folgte eine Ausbildung zum Medienkaufmann Digital und Print und er begann ein Studium an der Reinhold-Würth-Hochschule für Marketing- und Medienmanagement.
2015 startete er bei dem privaten, überregionalen Radiosender bigFM in Stuttgart. Ein Jahr später wurde er Moderator und Redakteur im Funkhaus Regensburg für den bayernweiten Jugendsender Radio Galaxy. Von Januar 2018 bis September 2019 moderierte Scheiner die Nachmittags-Sendung Drivetime auf Regensburgs Hitradio Gong FM. Bei diesem Radiosender ist er seit Oktober 2019 Content Manager und Moderator der Morgenshow Die Wachmacher.
Scheiner moderiert die jeweils wöchentliche Benchmark Regensburg Rap auf Gong FM und WochenRAPblick auf Radio Galaxy. Bei letzterem ist er auch als Redakteur und Rapper tätig.
Scheiner lebt mit seiner Frau in Regensburg.

## Auszeichnungen
- 2019: BLM-Hörfunk-Preis in der Kategorie Unterhaltung und Comedy. Ausgezeichnet wurde der Radio Galaxy WochenRAPblick, Scheiner als Moderator, Autor und Rapper sowie Produzent und Co-Autor Sebastian Lischka[1]